# Idioma protoeslavo
El protoeslavo es el antiguo idioma común de todos los pueblos eslavos, derivado a su vez del idioma protoindoeuropeo. Se habló antes del siglo VII. Del protoeslavo surgieron el antiguo eslavo eclesiástico y otras lenguas eslavas. No se han encontrado testimonios escritos del protoeslavo, por lo que se ha reconstruido mediante la comparación entre las lenguas eslavas más antiguas y otras lenguas indoeuropeas.

## Origen
De acuerdo con algunos cálculos, la lengua protoeslava se desarrolló entre el I y el II milenio a. C. Existe controversia abierta sobre si el protoeslavo se desgajó directamente del protoindoeuropeo, o si lo hizo con posterioridad de la rama proto-báltoeslava.
A lo largo de su existencia (probablemente unos 2000 años) el protoeslavo sufrió varios cambios. En el siglo V o VI algunas tribus eslavas comenzaron a emigrar. Estas migraciones supusieron la ruptura del protoeslavo. Los búlgaros formaron su primer imperio en el año 681, y a finales del siglo IX, el dialecto búlgaro que se hablaba en Salónica fue registrado por primera vez, dando lugar en la literatura a lo que se ha conocido como "antiguo eslavo eclesiástico". Esta lengua no se puede considerar como protoeslava, ya que se escribió por vez primera por lo menos dos siglos después de la división del protoeslavo, pero está aún lo bastante cerca como para que existiera inteligibilidad mutua con los hablantes de los otros dialectos eslavos de aquel tiempo.